# Демків Микола
Микола Демків — селянин зі села Вілька Мазовецька (тепер Волиця), посол на Галицький сейм у 1863–1866 роках.
Обраний в окрузі Белз — Угнів — Сокаль замість Юхима Хомінського, мандат якого Сейм не підтвердив. Демків і Микола Ковбасюк були єдиними селянами першої каденції, які виявляли певні ораторські здібності в Сеймі.